# Еропкин, Михаил Степанович Кляпик
Михаи́л Степа́нович Еро́пкин по прозванию Кля́пик (Кле́пик) (? — 1513) — сын боярский, воевода, сокольничий, постельничий, окольничий, дипломат на службе у московских князей Ивана III и Василия III.
Рюрикович в XVII колене. Второй сын Степана Лазаревича (Азарьевича) Еропкина. Его старший брат Фёдор также находился на дипломатической службе.

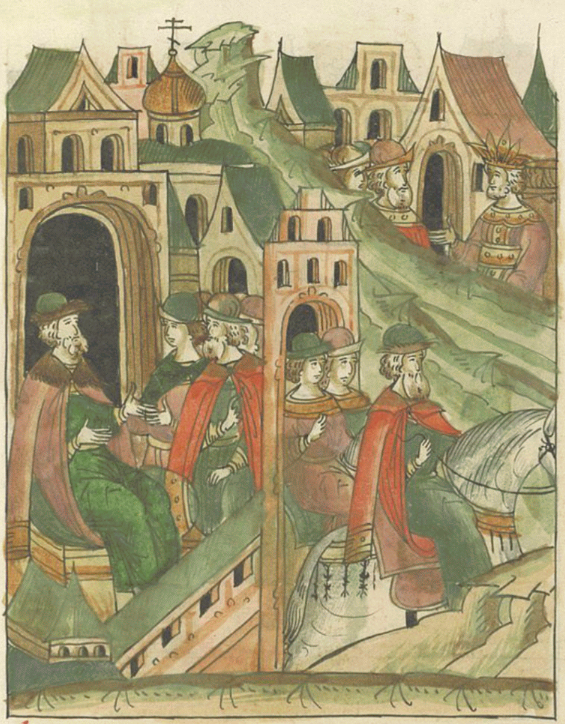
Михаил Кляпик отправляется в Казань к Мухаммеду-Амину, Лицевой летописный свод, XVI в.

## Биография
Показан в дворянах. В январе 1488 и в 1491 году ездил с посольствами к польскому королю Казимиру IV. В 1492 году вместе с греком на русской службе Дмитрием Траханиотом участвует в посольстве в чине второго посла к императору Священной Римской империи Максимилиану I, от которого возвратился в июле 1493 года. Трижды участвовал в посольствах в Литву к князю Александру Ягеллону: в марте 1494 года отправлен третьим послом по поводу брака Александра с дочерью Ивана III — Еленой Ивановной. В 1496 году посол с сообщением о готовности Молдавского господаря Стефана Великого и Крымского хана Менгли I Гирея к миру с Литвой. В 1503 году четвёртый посол для взятия у Александра присяги на соблюдение шестилетнего перемирия.
В 1495 году посол на реке Нареве на съезде с представителями Ливонского ордена и немецких городов по вопросу опалы на немецких купцов в Новгороде.
В 1498 году второй воевода в Иван-городе, а после второй посол на съезде на реке Нареве с лифляндскими послами.
В феврале 1500 года присутствовал на свадьбе князя В. Д. Холмского и великой княжны Феодосьи Ивановны, шёл в свадебном поезде четырнадцатым за санями великой княжны.
В феврале 1501 и в марте 1503 года участвовал в приёме литовских послов, в мае-сентябре 1503 года ездил с посольством в Литву. В этом же году он впервые упоминается, как сокольничий. В 1505 году послан послом в Казань, где был захвачен Мухаммед-Амином и содержался в заточении два года, до заключения мира. Арест Михаила Степановича и избиение русских купцов были первыми враждебными действиями казанского хана в двухлетней войне 1505—1507 гг. Возвратился в Москву в сентябре 1507 года.
В 1508 году вёл переговоры с литовцами в составе посольской комиссии Боярской думы, которые завершились заключением перемирия, завершившего русско-литовскую войну 1507—1508 годов. С сентября 1508 по июль 1509 года был в составе посольства к польскому королю Сигизмунду I, для утверждения мирного договора. В 1509 получил чин постельничего и в этом же году пожалован в окольничии, в ноябре послан третьим послом к польскому королю, для подтверждения заключённого мирного договора, возвратился в Москву в марте следующего года. В походе Государя в 1510 году в Новгород, Псков и обратно в Москву упоминается в чине окольничего, где участвовал в переговорах со Швецией. Участвовал в переговорах с Литвой в 1510 и 1511 годах.
Умер в 1513 году.

## Семья
От брака с неизвестной имел детей:
- Еропкин-Кляпиков Иван Михайлович — посол (1534), убит в бою под Казанью, бездетный.

## Критика
В Российской родословной книге П.В. Долгорукова — Михаил Степанович Еропкин Кляпик показан бездетным.
В родословной книге М.Г. Спиридова показан сын — Иван Михайлович Еропкин.
В родословной книге из собрания М.А. Оболенского, ни отец —  Степан Лазаревич, ни сын —  Михаил Степанович не показаны, не указано также его прозвище и чин окольничего.